# Jesús del Nero
Jesús del Nero Montes (født 16. marts 1982) er en spansk tidligere professionel cykelrytter.